# Salvatore Nunnari
Salvatore Nunnari (Reggio Calabria, 11 de junho de 1939) é um arcebispo católico italiano, atualmente arcebispo-emérito de Cosenza-Bisignano.

## Biografia
Terminou seus estudos no Seminário Arquiepiscopal e no Seminário Regional Pio XI, ambos em Reggio Calabria.
Foi ordenado padre em 12 de julho de 1964, na mesma cidade.
Estudou na Faculdade Teológica Ignatianum, do padres jesuítas, em Messina, onde terminou sua Licenciatura em Teologia Pastoral, com louvor.
Logo começa interessar-se no jornalismo católico, tendo sido conselheiro da Federação Nacional de Imprensa Italiana durante doze anos e vice-director da ordem dos jornalistas da Calábria.
Pouco depois da sua ordenação, tornou-se vigário auxiliar na paróquia de Santa Maria do Divino Socorro, onde fica até 1975, enquanto também ensina religião em escolas públicas.
Em 1970 vira assistente diocesano do Movimento de Estudantes da Acção Católica, onde permaneceu até o ano 1972, quando é nomeado para o cargo de secretário do Conselho Presbiteral da Arquidiocese Metropolitana de Reggio Calabria-Bova.
Em 1975 é nomeado auxiliar da paróquia de Santa Maria do Divino Socorro, ali permanecendo até 1983, desempanhando também o cargo de Conselheiro Provincial da Coldiretti - Confederazione  Nazionale Coltivatori Diretti ("Confederação Nacional de Pequenos Proprietários Agrícolas").
Em 1983 torna-se pároco de Santa Maria do Divino Socorro, função que exerce até 1999, ao mesmo tempo em que preside a Comissão Pastoral do Trabalho e dos Problemas Sociais e é vigário episcopal da coordenação da pastoral diocesana.
Eleito Arcebispo da Arquidiocese de Sant'Angelo dei Lombardi-Conza-Nusco-Bisaccia, em 30 de janeiro 1999, recebe a Ordenação Episcopal em 20 de março do mesmo ano. Aì, durante seu mandato episcopal, abre muitas casas de acolhida para farmacodependentes e mulheres em dificuldades. Conclui a reconstrução de igrejas fechadas em consequência do terremoto de 1980. Muito ativo no campo da pastoral social, dedica-se à renovação da realidade eclesial e social da diocese, empreendendo uma dura batalha moral contra as drogadição.
Foi membro na Conferência Episcopal Italiana (C.E.I.) para os problemas sociais e o trabalho.
O 18 de dezembro 2004 foi escolhido pelo Papa João Paulo II para ser o arcebispo metropolita da Arquidiocese de Cosenza-Bisignano.
É Conselheiro de Administração da Fundação São Francisco de Assis e Santa Catarina de Siena, da Conferência Episcopal Italiana. Em 15 de maio de 2015, o Papa Francisco aceita a sua renúncia por idade, succedendo-lhe como novo arcebispo dom Francescantonio Nolè.